# Húsavík (Färöer)

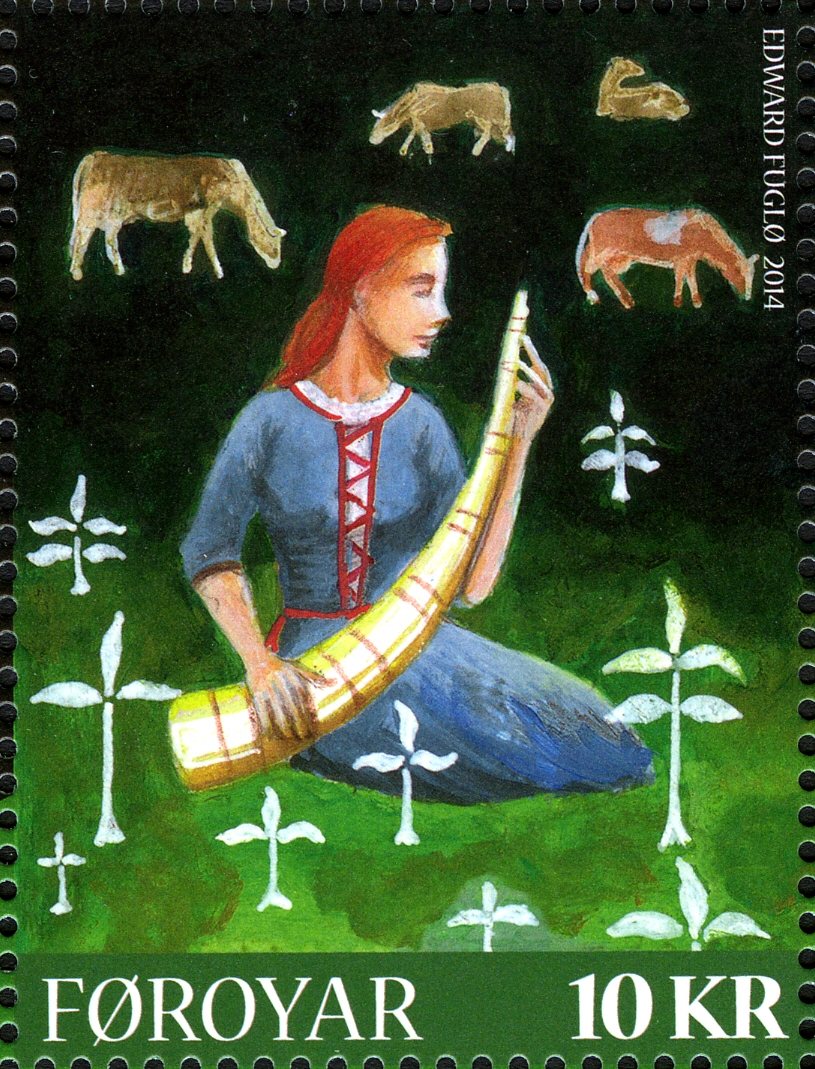
Sissal von Skúvoy mit dem goldenen Horn auf einer färöischen Briefmarke von 2014.

Húsavík [ˈhʉusavʊik] (dänischer Name: Husevig) ist ein Ort der Färöer an der Ostküste der Insel Sandoy.
- Einwohner: 77  (1. Januar 2007)
- Postleitzahl: FO-230
- Kommune: Húsavíkar kommuna

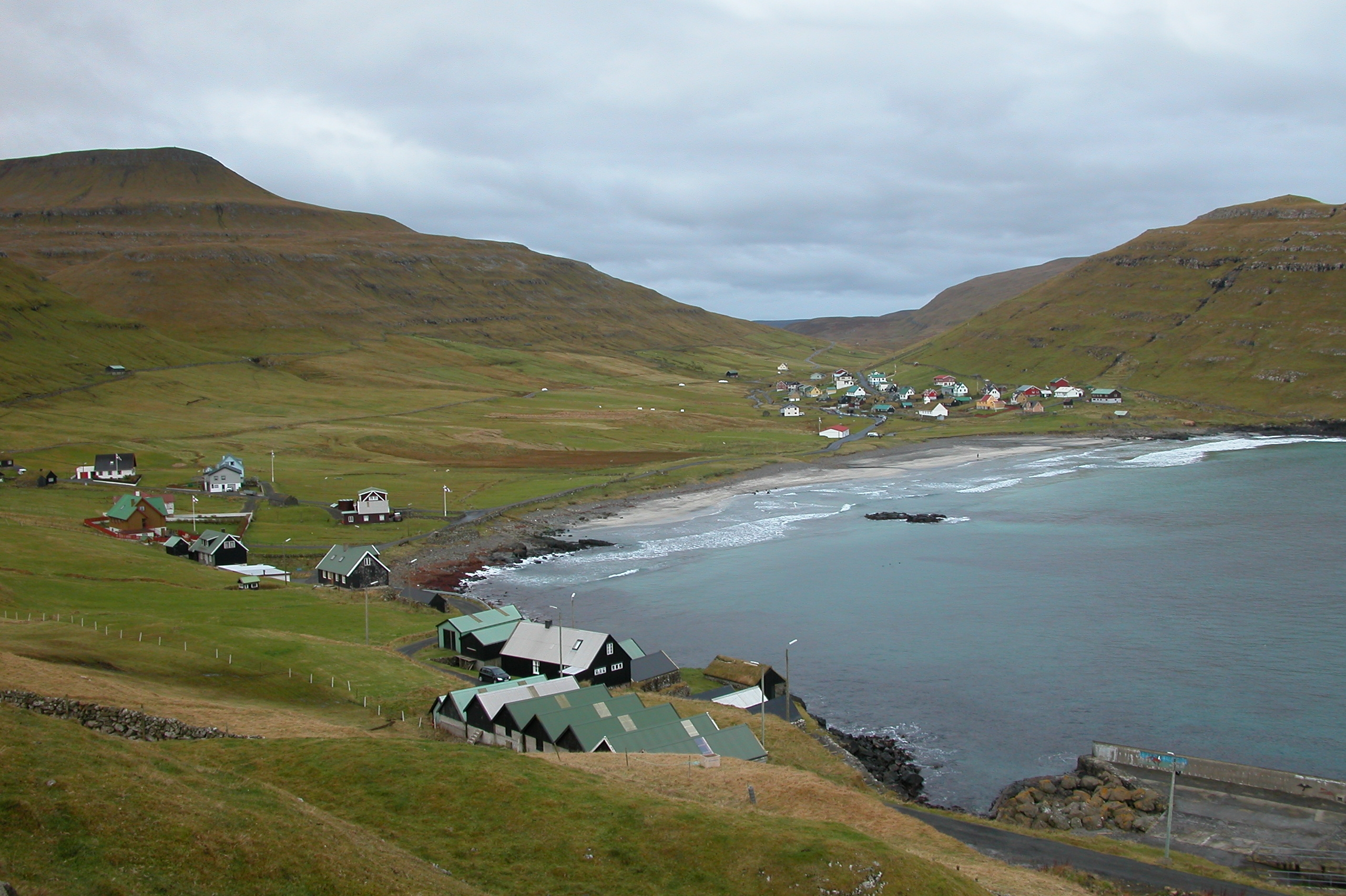
Húsavík

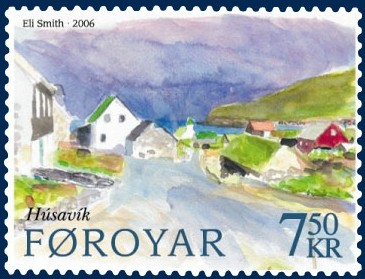
Húsavík auf einer färöischen Briefmarke von 2006.

Zur Kommune Húsavík gehören die Orte Dalur und Skarvanes. Mit ihnen zusammen hat die Kommune etwa 130 Einwohner.
Der Ort existiert seit der Wikingerzeit auf den Färöern. Es gibt zwei alte Ortsteile, wobei das Dorf gemäß einer Sage früher in einer Talsenke, Kvíggjagil, westlich der gegenwärtigen Hauptsiedlung lag. Dort lassen sich Siedlungsreste sowie Spuren einer Kirche und eines Friedhofs nachweisen.
Es gibt auch eine Sage, gemäß der das Dorf im 14. Jahrhundert durch den Schwarzen Tod ausgelöscht und danach auf dem Ostufer des Bachs wieder aufgebaut wurde.
Die Dorfkirche stammt von 1863. Im Ort gibt es ein ca. 130 Jahre altes, nunmehr unter Denkmalschutz stehendes ehemaliges Wohnhaus mit Grassodendach zu sehen: á Breyt. Es ist ein Museum und Filiale des färöischen Nationalmuseums.
An der Hafenmole steht ein Relief von Tróndur Patursson. Der breite Sandstrand von Húsavík gehört zu den für Grindwalfang zugelassenen Orten.

## Die Sage von der Herrin von Húsavík
V. U. Hammershaimb veröffentlichte in seiner Sammlung färöischer Sagen 1846 die Erzählung von der reichen Herrin von Húsavík. Sissal habe sie geheißen, sei eine bitter arme Magd auf der Insel Skúvoy gewesen. Eines Tages schlief sie ein, mit dem Gesicht auf dem Boden. Im Schlaf sagte ihr eine Stimme: Du schläfst über Gold! Grabe unter dem Rücken zwischen den beiden Seen, dort sollst du das finden, was dich reich macht. Das passierte dreimal. Schließlich löste sie mit Hilfe einer alten Frau das Rätsel: Die beiden Seen seien ihre Augen, der Rücken sei ihre Nase. Sie grub an der Stelle und fand ein prächtiges Trinkhorn aus bestem Gold, das Horn von Sigmundur Brestisson, dem Helden aus der Färinger-Saga, der auf Skúvoy begraben liegt. Sie brachte das Horn ihrem Herrn, der sandte es an den König, und der König wusste das kostbare Geschenk zu schätzen: Er schenkte ihr den Wert des Hornes in Geld und dazu ein Landgut in Húsavík. Von dem Gold kaufte sie viel Land zwischen Húsavík und Skarvanes, und sie war wohl die reichste Frau auf den Färöern. Weiter heißt es in der von Hammershaimb im 19. Jahrhundert aufgezeichneten Sage: Der Steinzaun, den sie um den Friedhof errichten liess, steht noch; die Wände der Heuscheune, der Grund des Boothauses, das Steinpflaster zwischen den Häusern im Dorfe, alles erinnert noch an die Hausfrau zu Húsavík. Se sei einer harte Herrin gewesen, heißt es in der Sage. Einmal habe sie zwei Mägde lebendig begraben lassen. Und sie hatte übernatürliche Kräfte, konnte verhindern, dass herabrollende Felsen von den das Dorf umgebenden Bergen ihren Besitz beschädigten. Das Wasserpferd Nykur musste für ihre Gebäude und Umfassungsmauern Steine herbeischleppen, mit einem Runenzauber schützte sie die Mauern.
Die Reste der großen Hofanlage heißen Heimi á Garði.

## Die Húsavík-Briefe
Manches spricht dafür, dass die sagenhafte Herrin von Húsavík nicht Sissal hieß, sondern identisch ist mit der historischen Person Guðrun Sjúrðardóttir. Als diese 1405 starb, waren ihre Kinder Sjúrðr und Arnóra schon tot, ebenso ihr Mann, Arnbjørn Guðleiksson, ein Färinger aus Húsavík. Sie selbst stammte von den Shetlands. Und weil sie keinen Erben hatte, wurden sechs Dokumente aufgesetzt, von denen sich eine Abschrift erhalten hat, ein einziger großer Pergamentbogen, auf dem die sechs Dokumente nebeneinander notiert sind. Aus diesen Húsavík-Briefen (färöisch Húsavíkarbrøvini), einem sogenannten Diplom, geht hervor, dass sie Ländereien Húsavík, Skálavik und Sandur besaß, insgesamt etwa die Hälfte der Insel Sandoy, dazu Besitzungen in Norwegen und auf den Shetlands.